# 福山博之
福山 博之（ふくやま ひろゆき、1989年3月27日 - ）は、島根県雲南市出身の元プロ野球選手（投手）。右投右打。

## 経歴

### プロ入り前
雲南市立大東中学校時代に、野球部の二塁手として島根県大会での優勝を経験。島根県立大東高等学校への進学後も、二塁手として1年春からレギュラーの座を確保すると、2年秋に県大会3位で中国大会へ出場している。しかし、高校在学中は、春夏とも甲子園球場の全国大会へ出場できなかった。
大阪商業大学に一般入試で進学すると、二塁手から投手へ転向。「高校時代は投手だった」と嘘をついた末の転向ながら、1年時の秋から関西六大学野球のリーグ戦で登板した。3年時には、春季リーグ戦を3勝無敗で終えると、秋季リーグ戦ではエースとして6勝3敗を記録。記者クラブ賞を受賞するとともに、投手としてベストナインに選ばれた。4年時には、春季リーグ戦で3勝5敗と負け越す一方で、防御率1.82を記録。秋季リーグ戦では、9試合の登板で4勝2敗を記録するとともに、最優秀投手に選ばれた。在学中には、リーグ戦で通算46試合に登板。17勝11敗、防御率1.67、176奪三振という成績を残した。
2010年のNPBドラフト会議で、横浜ベイスターズから6巡目で指名。契約金2000万円、年俸740万円（金額は推定）という条件で入団した。背番号は45。

### 横浜・DeNA時代

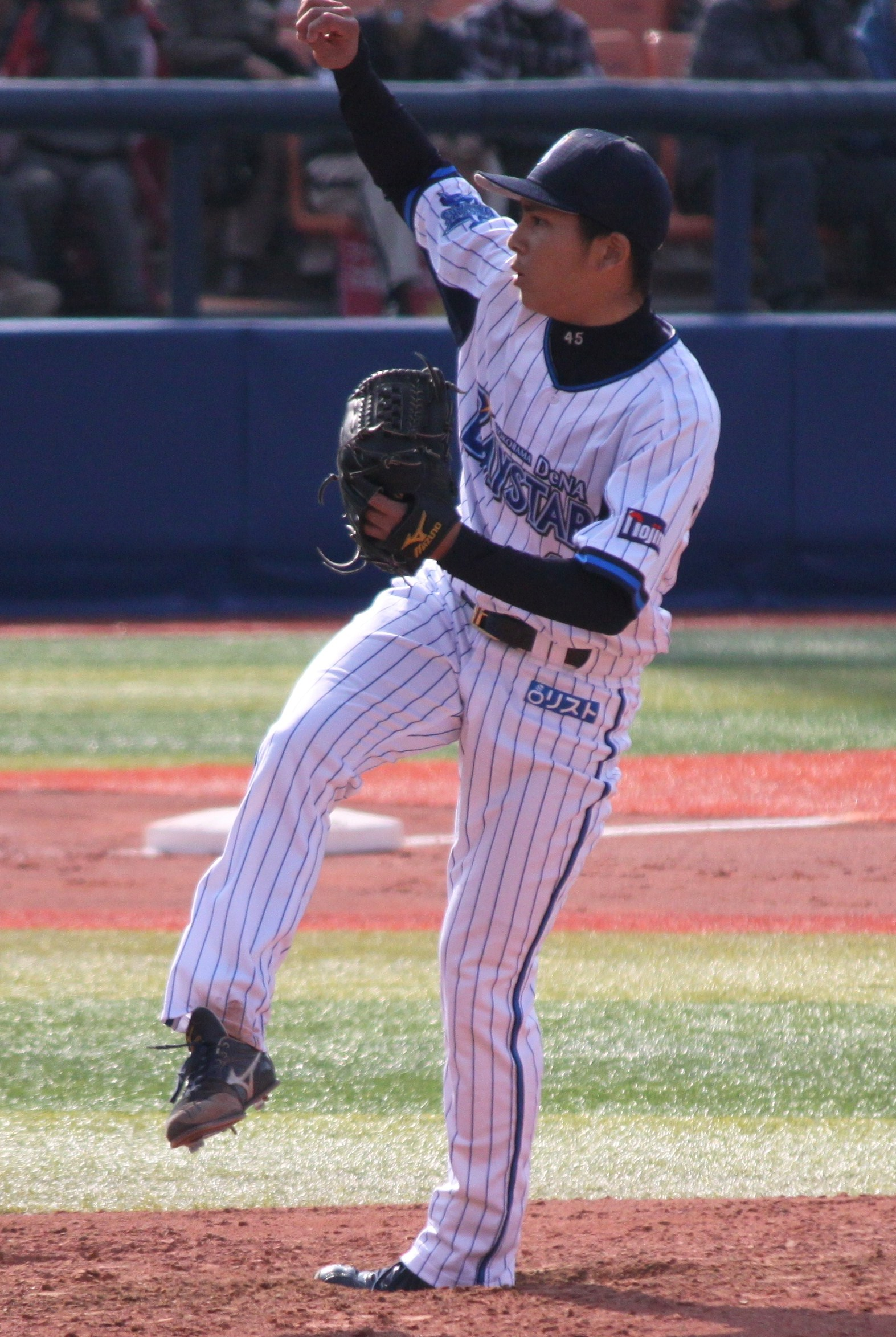
横浜時代（2012年）

2011年には、8月13日の対中日ドラゴンズ戦（平塚球場）で、救援投手として一軍公式戦にデビュー。一軍公式戦全体では、19試合の登板で、0勝1敗、防御率5.76という成績を残した。
2012年には、一軍公式戦で2試合に登板、勝敗なしの防御率18.00という成績で、9月25日に球団から投手としての契約を更新しない旨を通告された。通告の際には、「50メートル6秒前半」という福山の俊足を生かすべく、球団から福山に対して野手への転向を打診。しかし、福山がその打診を断ったことから、球団では10月2日に契約の解除を改めて通告した。

### 楽天時代
2012年11月26日に、投手として東北楽天ゴールデンイーグルスと契約したことが、球団から発表された。背番号は64。

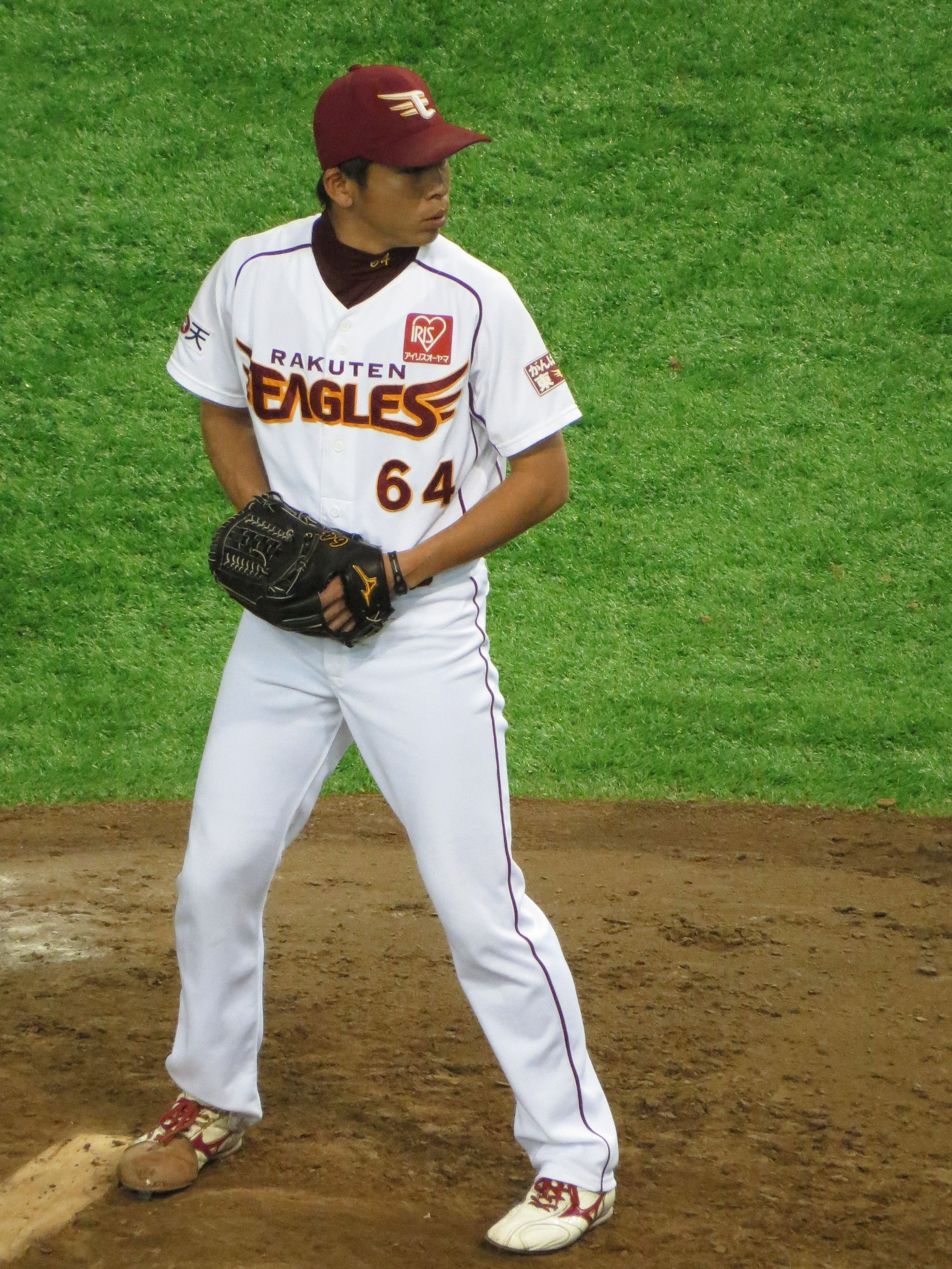
東京ドームにて（2014年）

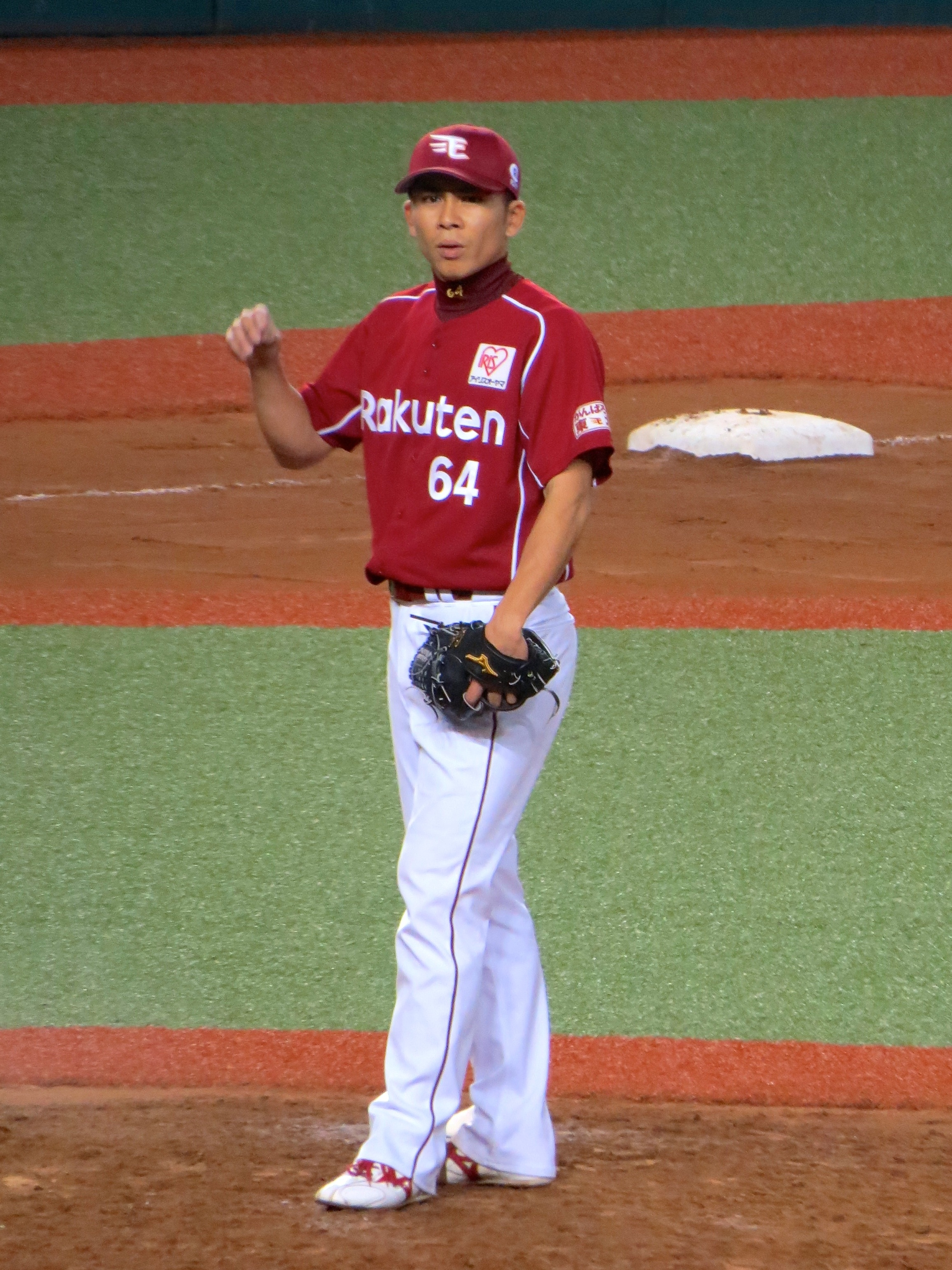
西武プリンスドームにて（2016年）

2013年は、開幕直後の4月9日に、移籍後初めての出場選手登録を果たした。9月10日の対千葉ロッテマリーンズ戦（QVCマリンフィールド）では、先発のケニー・レイが2回裏無死でライナーを顔面に受けて降板したことから緊急登板。4回を投げて1失点で凌いだ。9月25日の対埼玉西武ライオンズ戦（西武ドーム）でも、先発のジム・ハウザーが1回裏二死に栗山巧への危険球で退場を宣告されたことから急遽登板すると、4回3分の1を投げて無失点に抑えたことでプロ入り後初のホールドポイントを記録した。10月12日の対オリックス・バファローズ戦（クリネックススタジアム宮城）では、7回裏にアンドリュー・ジョーンズが四球で出塁したことを受けて、ポストシーズンでの緊急事態に備えた対策の一環としてジョーンズの代走に起用（投手としては登板せず）。読売ジャイアンツとの日本シリーズでは、出場資格選手の1人として全試合でベンチに入っていたが、登板や出場の機会はなかった。
2014年は、プロ入り後初の開幕一軍登録を経て、4月6日の対福岡ソフトバンクホークス戦（楽天Koboスタジアム宮城）で一軍公式戦初勝利を記録。オールスターゲームにも、パシフィック・リーグの監督推薦選手として初出場を果たした。シーズン通算では、一軍公式戦65試合に登板。4勝2敗1セーブ23ホールド、防御率1.87という好成績を残した。
2015年も、一軍公式戦の開幕当初から、中継ぎ陣の一角でフル回転。前半戦だけで18ホールドを記録した。後半戦に入ると、7月21日の北海道日本ハムファイターズ戦（札幌ドーム）での登板を最後に、21登板試合連続でホールドが付かなかった。塁上に走者を置いた場面からの救援登板で、走者を本塁へ生還させることが相次いだものの、10月には登板5試合で3ホールド（無失点）と好投。シーズン全体では、リーグ3位（2年連続チーム1位）の65試合に登板するとともに、防御率2.76とリーグ6位の22ホールドを記録した。シーズン終了後の契約交渉では、年俸4500万円（1500万円増）で契約を更改。楽天入団時の年俸600万円（金額は推定）から、わずか3年で7.5倍もの増額を勝ち取った。
2016年は、5月6日の千葉ロッテマリーンズ戦（コボスタ宮城）8回表に、中村奨吾への頭部死球で危険球による退場処分を受けた。しかし、オール救援で球団史上初の3年連続一軍公式戦60試合登板を達成。9月23日の対日本ハム戦（札幌ドーム）で3年連続の65試合登板を記録すると、リーグトップの69試合登板でシーズンを終えた。2点差以内での登板が41試合、3点以上リードでの登板が15試合、3点以上ビハインドでの登板が11試合、5点以上の点差を付けられた展開での登板が12試合、延長戦での登板が6試合、5回以前の登板が5試合、複数イニングにまたがる登板が9試合（2イニング以上の連続登板が4試合）と、起用法が多岐にわたったにもかかわらず、4勝5敗19ホールドを記録。通算防御率（2.71）は前年を下回った。
2017年は、3月31日にオリックスとの開幕戦（京セラドーム）でシーズン初ホールドを記録したことを皮切りに、主にセットアッパーとして公式戦に登板。この開幕戦から、7月20日の対日本ハム戦（札幌ドーム）8回裏にブランドン・レアードからの3点本塁打で自責点3を記録するまで、36登板試合連続無自責点を記録した。厳密には登板17試合目の5月16日に適時失策で（記録上は自責点0ながら）1点を失っていたが、この間に無敗のまま5勝を挙げたほか、6月24日の対日本ハム戦（札幌ドーム）で一軍公式戦2年ぶりのセーブを記録。後に自身の連勝を6まで伸ばしたほか、クローザーの松井裕樹が故障で戦線を離脱した6月下旬から、松井が復帰する8月下旬まではフランク・ハーマンと交互にクローザーを任されていた。結局、一軍公式戦で4年連続の65試合登板を果たすとともに、6勝7セーブ23ホールド、防御率1.06という自己最高の成績でレギュラーシーズンを終えた。チームのレギュラーシーズン3位で臨んだクライマックスシリーズ（CS）でも、西武とのファーストステージ（メットライフドーム）第2戦からソフトバンクとのファイナルステージ（福岡ヤフオク!ドーム）第2戦まで、4試合連続の登板で3ホールドを記録。チームのファーストステージ突破と4連勝に貢献した。10月20日のファイナルステージ第3戦でも同点の8回裏に登板したものの、中村晃からの2点本塁打による救援失敗の末に、この年の公式戦初黒星を喫した。それでも、シリーズ終了後の12月9日には、推定年俸1億2000万円（前年から4500万円増）で契約を更改。DeNAを退団してから5年で、1億円プレーヤーの仲間入りを果たした。
2018年は、3月30日にロッテとの開幕戦（ZOZOマリンスタジアム）延長11回からレギュラーシーズン初登板。2イニングを無失点で凌いだ末に白星を挙げたため、前年からのレギュラーシーズンにおける自身の連勝記録を7にまで伸ばした。しかし、3試合目の登板（4月4日の対日本ハム戦）でシーズン初失点を記録。同月25日の対ロッテ戦（いずれも楽天生命パーク）では、レギュラーシーズン2年ぶりの黒星を喫した。開幕から15試合の登板で1勝2敗、防御率7.47と振るわなかったことに加えて、5月に入ってから右肩の痛みを覚えたため、同月16日に出場選手登録を抹消。6月12日に一軍へ復帰したが、同月29日に登録を再び抹消されると、そのままシーズンを終えた。結局、一軍公式戦での登板は21試合どまりで、成績も1勝2敗3ホールド、防御率6.75と前年を大きく下回った。11月30日に、推定年俸8000万円（前年から4000万円減）で契約を更改した。
2019年は、一軍公式戦の開幕から7試合に登板しただけで、4月29日に出場選手登録を抹消。7月4日には、右肘と右肩の鏡視下クリーニング手術を受けた。実戦への復帰までに時間を要することから、10月1日に支配下選手契約の解除を通告されたうえで、11月19日に育成選手として再契約。推定年俸は1500万円（前年から6500万円減）と、2年で1億円を超える減額となった。背番号は164となった。
2020年は、前年に手術を受けた右肩のリハビリを経て、イースタン・リーグ公式戦12試合に登板。防御率0.79と好成績を残したことを受けて、9月21日に育成選手契約から支配下選手契約へ再び移行するとともに、背番号を64に戻した。一軍の公式戦には、翌22日の対ロッテ戦（楽天生命パーク）で、4点リードの8回表から571日ぶりに登板。1イニングを無失点に抑えたことで、NPBの一軍公式戦におけるチーム通算1000勝達成の一翼を担った。最終的に、14試合に登板し、0勝0敗6ホールド、防御率0.75を記録。12月1日に推定年俸1700万円（前年から200万円増）で契約を更改した。
2021年は、5月3日のソフトバンク戦にて通算100ホールドを達成する。5月13日に国内FA権を取得した。その後は7月5日の登板を最後に一軍を外れるが、このシーズンは24試合に登板し、0勝2敗4ホールド、防御率2.38を記録した。
2022年は、7月3日に出場選手登録され、同日のロッテ戦(ZOZOマリンスタジアム)でシーズン初登板を果たしたが、7月9日の登板を最後に2日後の11日に出場選手登録を抹消された。一軍登板は楽天加入後最少となる3試合にとどまり、10月3日に球団から戦力外通告を受けた。その後、11月16日に現役引退を表明した。

### 現役引退後
現役引退後の2023年1月19日、楽天のスコアラーへの就任が発表された。

## 選手としての特徴
身長172cmと投手としては小柄で華奢な身体ながら、ティム・リンスカムのフォームを参考に左足を胸の高さまでダイナミックに上げ、体を目いっぱい使ったオーバースローから最速150km/hの直球を投げる。変化球の主な持ち球は、スライダー、チェンジアップである。
その一方で、横浜時代に野手への転向を打診されたほどの俊足の持ち主であった。楽天移籍後の2013年には、公式戦で代走に起用される前日（10月11日）の練習において、俊足で知られるキャプテン（当時）の松井稼頭央に30m走で勝ったほどである。50m走のタイムについては諸説あり、6秒前半、元チームメイトだった高森勇気によれば6秒を切るとされている。

## 人物
福山がプロを意識し始めたのは大学4年の春で、入学当初は指導者への道を考えていた。またプロ志望届提出後は、プロから指名されなかった際について「田舎に帰って、畑でも田んぼでもする」と並々ならぬ決心を固めていた。
大学で投手に転向する際に二塁手と迷っていたが、友達に相談した結果、｢投手｣と言われたために決断した。転向直後はストレートでの最速記録が128km/hどまりであったが、大学近くの公園で偶然知り合った金城龍彦の叔父からの指導で球速を伸ばした。
福山の性格について、実父は「昔からリードオフマン的な性格で、場を盛り上げることが多かった」と評している。福山自身も、大学で二塁手から未経験の投手へ転向したことについて、「投手になれば目立つことができるから」と述べている。
愛称はサブちゃん。横浜への新入団発表では「鼻の穴が大きいので、北島三郎に似ています。『ハマのサブちゃん』と呼んでください」と発言し、会場を笑いの渦に巻き込んだ。これには加地隆雄球団会長も「その元気のよさを待っていました」と大喜びされた。横浜・DeNAへの在籍中には、北島の代表曲である「まつり」を登場曲に使っていた。
楽天入団後の2016年度自主トレーニング期間中には、「自身初の一軍公式戦シーズン70試合登板に向けて胃を鍛える」と称して、健康上のリスクの高さゆえシーズン中は敬遠しがちな食物（生肉や生牡蠣など）をあえて積極的に摂取していることを明かした。これは、体調が悪くても抑えられる投球術を身に着けるのが真意であった。もっとも2017年には、体調不良や大きな故障に見舞われることなく、（ポストシーズンを含めた）一軍公式戦で通算70試合（レギュラーシーズン65試合とCS5試合）登板を達成。契約更改直後の記者会見では、年俸が1億円を突破したことを背景に、「増額分の年俸で、大阪の鶴橋で安くておいしい肉を『よく焼いて』食べたり、七輪やガスバーナーを購入して自分で肉を焼いたりしたい」というコメントで報道陣を笑わせた。

## 詳細情報

### 年度別投手成績
| 年 度      | 球 団      | 登 板 | 先 発 | 完 投 | 完 封 | 無 四 球 | 勝 利 | 敗 戦 | セ 丨 ブ | ホ 丨 ル ド | 勝 率 | 打 者 | 投 球 回 | 被 安 打 | 被 本 塁 打 | 与 四 球 | 敬 遠 | 与 死 球 | 奪 三 振 | 暴 投 | ボ 丨 ク | 失 点 | 自 責 点 | 防 御 率 | W H I P |
| ---------- | ---------- | ----- | ----- | ----- | ----- | -------- | ----- | ----- | -------- | ----------- | ----- | ----- | -------- | -------- | ----------- | -------- | ----- | -------- | -------- | ----- | -------- | ----- | -------- | -------- | ------- |
| 2011       | 横浜 DeNA  | 19    | 0     | 0     | 0     | 0        | 0     | 1     | 0        | 0           | .000  | 113   | 25.0     | 27       | 1           | 5        | 0     | 1        | 10       | 1     | 1        | 20    | 16       | 5.76     | 1.28    |
| 2012       | 横浜 DeNA  | 2     | 0     | 0     | 0     | 0        | 0     | 0     | 0        | 0           | ----  | 10    | 2.0      | 3        | 0           | 1        | 0     | 1        | 0        | 0     | 0        | 4     | 4        | 18.00    | 2.00    |
| 2013       | 楽天       | 22    | 0     | 0     | 0     | 0        | 0     | 0     | 0        | 1           | ----  | 145   | 34.2     | 34       | 1           | 10       | 0     | 0        | 20       | 0     | 0        | 17    | 17       | 4.41     | 1.29    |
| 2014       | 楽天       | 65    | 0     | 0     | 0     | 0        | 4     | 2     | 1        | 23          | .667  | 265   | 67.1     | 63       | 2           | 12       | 1     | 1        | 32       | 0     | 0        | 14    | 14       | 1.87     | 1.11    |
| 2015       | 楽天       | 65    | 0     | 0     | 0     | 0        | 2     | 3     | 1        | 22          | .400  | 248   | 58.2     | 62       | 2           | 21       | 2     | 1        | 29       | 3     | 0        | 21    | 18       | 2.76     | 1.41    |
| 2016       | 楽天       | 69    | 0     | 0     | 0     | 0        | 4     | 5     | 0        | 19          | .444  | 294   | 69.2     | 65       | 2           | 19       | 0     | 5        | 30       | 1     | 1        | 24    | 21       | 2.71     | 1.21    |
| 2017       | 楽天       | 65    | 0     | 0     | 0     | 0        | 6     | 0     | 7        | 23          | 1.000 | 237   | 59.2     | 49       | 2           | 14       | 1     | 3        | 31       | 2     | 0        | 8     | 7        | 1.06     | 1.06    |
| 2018       | 楽天       | 21    | 0     | 0     | 0     | 0        | 1     | 2     | 0        | 3           | .333  | 100   | 21.1     | 28       | 1           | 14       | 3     | 0        | 4        | 1     | 0        | 16    | 16       | 6.75     | 1.97    |
| 2019       | 楽天       | 7     | 0     | 0     | 0     | 0        | 0     | 0     | 0        | 1           | ----  | 38    | 8.2      | 8        | 0           | 1        | 0     | 3        | 4        | 0     | 0        | 5     | 5        | 5.19     | 1.04    |
| 2020       | 楽天       | 14    | 0     | 0     | 0     | 0        | 0     | 0     | 0        | 6           | ----  | 49    | 12.0     | 12       | 1           | 5        | 1     | 0        | 8        | 0     | 0        | 1     | 1        | 0.75     | 1.42    |
| 2021       | 楽天       | 24    | 0     | 0     | 0     | 0        | 0     | 2     | 0        | 4           | .000  | 101   | 22.2     | 23       | 3           | 12       | 0     | 0        | 13       | 0     | 0        | 6     | 6        | 2.38     | 1.54    |
| 2022       | 楽天       | 3     | 0     | 0     | 0     | 0        | 0     | 0     | 0        | 0           | ----  | 11    | 3.0      | 3        | 0           | 0        | 0     | 0        | 3        | 0     | 0        | 0     | 0        | 0.00     | 1.00    |
| 通算：12年 | 通算：12年 | 376   | 0     | 0     | 0     | 0        | 17    | 15    | 9        | 102         | .531  | 1611  | 384.2    | 377      | 15          | 114      | 8     | 15       | 184      | 8     | 2        | 136   | 125      | 2.92     | 1.28    |

- 各年度の太字はリーグ最高
- 横浜（横浜ベイスターズ）は、2012年にDeNA（横浜DeNAベイスターズ）に球団名を変更

### 年度別守備成績
| 年 度 | 球 団     | 投手  | 投手  | 投手  | 投手  | 投手  | 投手     |
| 年 度 | 球 団     | 試 合 | 刺 殺 | 補 殺 | 失 策 | 併 殺 | 守 備 率 |
| ----- | --------- | ----- | ----- | ----- | ----- | ----- | -------- |
| 2011  | 横浜 DeNA | 19    | 2     | 12    | 3     | 0     | .824     |
| 2012  | 横浜 DeNA | 2     | 0     | 0     | 0     | 0     | ----     |
| 2013  | 楽天      | 22    | 3     | 6     | 0     | 0     | 1.000    |
| 2014  | 楽天      | 65    | 1     | 23    | 0     | 0     | 1.000    |
| 2015  | 楽天      | 65    | 7     | 11    | 0     | 0     | 1.000    |
| 2016  | 楽天      | 69    | 9     | 23    | 0     | 1     | 1.000    |
| 2017  | 楽天      | 65    | 4     | 14    | 1     | 0     | .947     |
| 2018  | 楽天      | 21    | 2     | 6     | 0     | 1     | 1.000    |
| 2019  | 楽天      | 7     | 1     | 2     | 0     | 0     | 1.000    |
| 2020  | 楽天      | 14    | 0     | 1     | 1     | 0     | .500     |
| 2021  | 楽天      | 24    | 2     | 3     | 0     | 0     | 1.000    |
| 2022  | 楽天      | 3     | 0     | 0     | 0     | 0     | ----     |
| 通算  | 通算      | 376   | 31    | 101   | 5     | 2     | .964     |

### 記録
初記録
- 初登板：2011年8月13日、対中日ドラゴンズ16回戦（平塚球場）、9回表に6番手で救援登板・完了、1回無失点
- 初奪三振：同上、9回表に平田良介から空振り三振
- 初ホールド：2013年9月25日、対埼玉西武ライオンズ21回戦（西武ドーム）、1回裏二死に2番手で救援登板、4回1/3無失点
- 初勝利：2014年4月6日、対福岡ソフトバンクホークス3回戦（楽天Koboスタジアム宮城）、8回裏無死に3番手で救援登板、1回無失点
- 初セーブ：2014年9月25日、対福岡ソフトバンクホークス23回戦（福岡ヤフオク!ドーム）、9回裏に2番手で救援登板・完了、1回無失点

節目の記録
- 100ホールド：2021年5月3日、対福岡ソフトバンクホークス7回戦（福岡PayPayドーム）、6回表に2番手で救援登板、1回無失点[35] ※史上34人目

その他の記録
- オールスターゲーム出場：1回（2014年）

### 背番号
- 45（2011年 - 2012年）
- 64（2013年 - 2019年、2020年9月21日 - 2022年）
- 164（2020年 - 同年9月20日）

### 登場曲
- 北島三郎「まつり」（2011年 - 2012年）
- Red Spider feat. KENTY-GROSS, BES「天気晴朗」（2013年 - ）